# ماركوس برونرمير
ماركوس كونراد برونرمير (من مواليد 22 مارس 1969) هو اقتصادي، وأستاذ الاقتصاد بدرجة إدواردز سانفورد في جامعة برنستون. وهو عضو هيئة التدريس في قسم الاقتصاد في برنستون ومدير مركز بيندام للتمويل. ركز بحثه على الأسواق المالية الدولية، والاقتصاد الكلي مع التركيز بشكل خاص على الفقاعات، والسيولة، والأزمات المالية، والسياسة النقدية. روج لمفاهيم لوالب السيولة، واستخدم كوفار كمقياس للمخاطر المشتركة، ومفارقة الحكمة، ونظرية المال الأولى. كان وما زال عضوًا في العديد من المجموعات الاستشارية، بما في ذلك صندوق النقد الدولي، وبنك الاحتياطي الفيدرالي في نيويورك، ومجلس المخاطر الشاملة الأوروبي، والبنك الاتحادي الألماني، ومكتب الميزانية بالكونغرس الأمريكي.

## التعليم والحياة المهنية الأكاديمية
خلال نشأته في لاندسهوت بألمانيا، كان من المتوقع أن يتبع برونرمير والده في أعمال النجارة. اتبع برونرمير مسارًا مختلفًا بسبب الركود في قطاع البناء. عمل في مكتب الضرائب الألماني في لاندسهوت وميونخ، وعمل في الجيش الألماني قبل الالتحاق بجامعة ريغنسبورغ عام 1991 بصفته طالبًا جامعيًا. واصل دراسته في جامعة فاندربيلت، وحصل على درجة الماجستير في الاقتصاد عام 1994. بعد ذلك، انضم إلى برنامج الدكتوراه الأوروبي أولًا في كلية بون للدراسات العليا للاقتصاد، ومنذ عام 1995 وحتى عام 1999 في كلية لندن للاقتصاد. حصل على الدكتوراه من كلية لندن للاقتصاد في 1999.
أثناء وجوده في كلية لندن للاقتصاد عمل على تحليل ورقة بحثية في كتاب عن أسعار الأصول، والفقاعات، والقطيع، والانهيار. عًين لاحقًا من قبل جامعة برنستون كأستاذ مساعد في عام 1999. أصبح أستاذًا متفرغًا في عام 2006 وتولى منصب الأستاذية بدرجة إدواردز سانفورد للاقتصاد في عام 2008. في عام 2011 أنشأ مركز جولس رابينويتز للسياسة العامة والمالية في مدرسة وودرو ويلسون في جامعة برنستون. في عام 2014 أصبح مديرًا لمركز برنستون بيندام للتمويل.

## جوائز وعضويات وخدمات تحرير مختارة
حصل برونرمير على العديد من الجوائز المهنية. في عام 1999 اختير لمجلة ريفيو أوف إيكونمك ستاديز تور. سمي لزمالة سلون في عام 2005، وزميل غوغنهايم وزميل جمعية الاقتصاد القياسي في عام 2010. في عام 2008 حصل على جائزة جيرمان بيرناسر، والتي تُمنح للاقتصاديين الأوروبيين تحت سن 40. في عام 2016 عينه بنك التسويات الدولية كزميل أبحاث لامفالوسي.
انتسب برونرمير أيضًا إلى المكتب الوطني للبحوث الاقتصادية، ومركز أبحاث السياسة الاقتصادية في لندن، وأدار منطقة «الماكرو، والمال، والتمويل الدولي» في شبكة سي إي إس إيفو. كان وما زال عضوًا في العديد من المجموعات الاستشارية، بما في ذلك صندوق النقد الدولي، وبنك الاحتياطي الفيدرالي في نيويورك، ومجلس المخاطر الشاملة الأوروبي، والبنك الاتحادي الألماني، ومكتب الميزانية بالكونغرس الأمريكي.
كان برونرمير محررًا مشاركًا في العديد من المجلات، بما في ذلك مجلة ذا أميركان إيكونمك ريفيو، وذا جورنال أوف فايننس، وذا ريفيو أوف فايننشال ستاديز، وجورنال أوف ذي أوربيان إيكونمك أسوسيشن، وذا جورنال أوف فايننشال إنترميديشن.